# Slătioara (Olt)
Slătioara è un comune della Romania di 2 724 abitanti, ubicato nel distretto di Olt, nella regione storica dell'Oltenia. 
Il comune è formato dall'unione di 2 villaggi: Salcia e Slătioara.